# Olive Blanche Davies
Olive Blanche Davies, (27 de octubre de 1884 Toorak, Victoria - 1976/7 Adelaide ) fue una botánica y artista botánica australiana, conocida por ser coautora con Alfred Ewart del libro de 1917 The Flora of the Northern Territory, y por la producción de muchas de las ilustraciones. Olive era el menor de seis hijos nacidos de Elizabeth Locke Mercer (* c1850) de Kirkcudbright y Sir Matthew Henry Davies (1850-1912) de Geelong, la familia vivió en Toorak, Victoria.
Estuvo en Government Research Scholar en la Universidad de Melbourne, estudiando biología y escribió un artículo en 1911 Cystopelta petterdi, y otro en 1914 sobre Caryodes dufresnii, un gran molusco de tierra natural de Tasmania.
El 22 de diciembre de 1915 en 'Cluden', en Brighton, Australia, Olive Blanche Davies se casó con Arthur Lyle Rossiter, un teniente de la Fuerza Expedicionaria de Australia, y el hijo mayor de Edward Lyle Rossiter de Elsternwick. Arthur había nacido en 1888 en Ballarat Para el final de la Primera Guerra Mundial había ascendido al rango de capitán, y después de la guerra dio una conferencia sobre la guerra química en la Universidad de Melbourne, de la que se había obtenido el graduado en MSc. en 1911 y había sido un experto en física en 1913. Había servido como Gas Officer en la 4th Australian Division en Francia. En 1924, fue nombrado con carácter temporal como maestro principal en Melbourne High School secundaria.
- La abreviatura «O.B.Davies» se emplea para indicar a Olive Blanche Davies como autoridad en la descripción y clasificación científica de los vegetales.[12]